# Nanosat-1B
El satèl·lit artificial espanyol Nanosat-1B dissenyat, desenvolupat i operat per l'Institut Nacional de Tècnica Aeroespacial INTA és un nanosatèl·lit d'amb prou feines 22 quilograms de pes, la funció principal dels quals és la comunicació entre bases remotes, com l'Antàrtica, el buc Hespérides i Espanya.
El Nanosat-1B té forma de tetradecaedre, 14 cares, cobert per panells solars en totes elles, excepte en la cara inferior, on està allotjada l'antena de mig guany quadrifilar d'UHF i dues antenes de pegat. En la cara superior hi ha quatre monopols d'UHF. En la safata central s'allotgen els sensors solars i l'experiment Vectorsol i finalment a l'interior es troben els altres equips i experiments.
Donada la seva òrbita polar, Nanosat-1B cobrirà tota la superfície terrestre, emmagatzemant dades científiques, que descarregués en passar per la vertical del centre de control situat a INTA Madrid (Torrejón) i per les estacions mòbils (Nano-Terminals).
El satèl·lit va ser llançat el 29 de juliol a les 18:46 UTC des del Cosmòdrom de Baikonur a Kazakhstan. (rampa 95 de l'Àrea 109) mitjançant un coet Dnepr-1 (15A18) juntament amb altres cinc satèl·lits a bord, sent la càrrega principal el DubaiSat-1 i la secundària: (Nanosat-1B, Deimos-1, UK-DMC-2, Aprizesat-3 i Aprizesat-4).

## Càrrega útil Nanosat-1B
Tres experiments:
- Las Dos Torres (LDT):< "Unitats optoeLectrónicAS per un DOSímeTrO i espectRómetRo ÉSpacial" és un detector de protons que ajudarà a caracteritzar l'ambient de radiació espacial mesurant la quantitat total de protons al llarg d'un temps determinat (fluencia) i el ritme en temps real al que van arribant (flux).
- RAD FET: És un sensor de dosi acumulada de radiació i un altre de magnetoimpedència. Tant LDT com RAD-FET han estat desenvolupats totalment a l'INTA
- Vectorsol: És un sensor solar d'última generació, que permet orientar el satèl·lit. Desenvolupat per la Universitat de Sevilla i la Universitat Politècnica de Catalunya i qualificat en vol per INTA

Dos sistemes de comunicació:
- Transmissor-receptor en banda S: Es provés en vol, especialment dissenyat per ser embarcat en nous nanos i microsatèl·lits, i que ofereix grans prestacions a molt baix cost. Basat a les últimes tecnologies de dispositius electrònics FPGA. Ha estat dissenyat per l'empresa A. D. Telecom, el desenvolupament del qual i qualificació han estat a càrrec del INTA
- Una antena UHF de mig guany: Aquesta nova antena quadrifilar juntament amb els quatre monopols desenvolupat per l'INTA, facilitarà les comunicacions amb estacions mòbils (Nano-Terminals)

## Visió de futur
Més enllà de les seves característiques de pes i mesura, els nanosatèl·lits encarnen un nou concepte de disseny per a sistemes espacials i una oportunitat d'accés a l'espai amb costos i temps de desenvolupament més reduïts. Així, el Programa Nanosat contempla una sèrie de nous llançaments amb aplicacions concretes, ja que aquestes petites plataformes són especialment aptes per a missions de demostració en òrbita d'instruments, components i tecnologies de suport a programes de més envergadura.